# El rojo
Pour plus de détails, voir Fiche technique et Distribution.
El rojo est un western spaghetti hispano-italien sorti en 1966, réalisé par Leopoldo Savona sous le pseudonyme de Leo Colman.

## Synopsis
Au Nouveau Mexique, une famille de pionniers est massacrée. La responsabilité de ce massacre est attribuée aux indiens. Quelques années plus tard, arrive dans le village de Gold Hill un mystérieux personnage qui se fait appeler El Rojo. Il doit s'affronter à quatre individus qui font la loi au village : Lasky, Navarro, Wallace et Ortega.
Grâce à l'aide d'un indien, Wallace est le premier à être éliminé d'une flèche. Puis, c'est le tour d'Ortega, tué dans une mine. Navarro sa fait régler son compte pendant une fête. Lasky, grâce à la complicité de Consuelo, son ancienne amante désormais liée à El Rojo, est emmené avec un shérif corrompu au village où la famille de pionniers avait été massacrée.
El Rojo fait ainsi confesser à Lasky qu'il est responsable du massacre, et lui révèle alors qu'il est le seul survivant de la famille : Donald Sorensen. Consuelo lui donne la clé qui permet d'accéder à la mine où se trouve le trésor, mais elle est tuée par des pistoleros. Donald doit affronter le chef de ces derniers, Nero Burt, masqué à cause d'une balafre, qui réclame une part du trésor.

## Fiche technique
- Titre original : El rojo
- Titre espagnol : Texas el rojo
- Titre allemand : El Rocho - Der Töter
- Genre : Western spaghetti
- Réalisation : Leopoldo Savona
- Scénario : Roberto Amoroso, Leopoldo Savona, Mario Casacci, Roberto Gianviti, Rate Furlan
- Production : Roberto Amoroso pour Ramo Film
- Musique : Benedetto Ghiglia
  - Soliste à la trompette : Michele Lacerenza
- Photographie : Aldo Giordani
- Montage : Tatiana Casini Morigi
- Décors : Luciano Vincenti
- Costumes : Maria Luisa Panaro, Berenice Sparano
- Maquillage : Giulio Natalucci
- Année de sortie : 1966
- Durée : 85 minutes
- Langue : italien
- Pays :  Italie,  Espagne
- Distribution en Italie : Euro International Film
- Visa de censure en Italie : n. 47.635, le 30 août 1966 avec censure de quatre scènes[1]
- Dates de sortie en salle :
  - en Italie : 1er septembre 1966
  - en Allemagne : mai 1968
  - en France : 30 juillet 1969[2]

## Distribution
- Richard Harrison : Donald Sorensen, dit El rojo
- Nieves Navarro : Consuelo
- Piero Lulli (sous le pseudo de Peter Carter) : Lasky
- Mirko Ellis : Navarro
- Franco Ressel : Wallace
- Andrea Aureli (sous le pseudo d'Andrew Ray) : Ortega
- Raf Baldassarre (comme Ralph Baldwyn) : Ramon
- Annie Gorassini : Flo
- Rita Klein : Pamela
- José Jaspe : José Garibaldi
- Angelo Boscariol : Nero Burt
- John Bartha : juge
- Tom Felleghy : shérif
- Pietro Tordi : client du saloon
- Walter Maestosi : un colon
- Antonio Jiménez Escribano : grand-père